# Fordyce (Arkansas)
Fordyce é uma cidade localizada no estado americano de Arkansas, no Condado de Dallas.

## Demografia
Segundo o censo americano de 2000, a sua população era de 4799 habitantes.
Em 2006, foi estimada uma população de 4344, um decréscimo de 455 (-9.5%).

## Geografia
De acordo com o United States Census Bureau, a localidade tem uma área de 17,1 km², sem área coberta por água. Fordyce localiza-se a aproximadamente 87 m acima do nível do mar.

## Localidades na vizinhança
O diagrama seguinte representa as localidades num raio de 32 km ao redor de Fordyce.